# G Скорпиона
G Скорпиона (G Scorpii, G Sco) — звезда в зодиакальном созвездии Скорпиона, находящаяся на расстоянии примерно 126 св.л. от Земли. G Скорпиона — оранжевый гигант спектрального класса K2 с видимой величиной +3,21. Имея склонение −37º G Скорпиона является звездой южного полушария. В северном полушарии она не может наблюдаться севернее 53-й параллели северной широты, что исключает значительную часть Канады и северной Европы. В России звезду можно комфортно наблюдать только в южных регионах: Кавказ, Черноморское Побережье, Приморье и т. д. В средних широтах она видна очень низко над горизонтом. Звезда является незаходящей в южных широтах начиная с 53-й параллели южной широты, то есть только в южных регионах Южной Америки и в Антарктиде.

## Название
У звезды G Скорпиона нет никаких выдающихся физических свойств, но эта обычность компенсируется её странным именем.
Иоганн Байер в 1603 году в своём большом звёздном атласе Uranometria присвоил греческие буквы звёздам древних созвездий. Когда у него заканчивались греческие буквы, он переходил на латинские и подобных звёзд много, например, в созвездии Стрельца, на которое проецируется центр Галактики и плотность звёздного населения там очень высока. Но Байер не дал никаких обозначений G Скорпиона: звезда, к востоку от Жала Скорпиона, одна из самых ярких звёзд вблизи южной границы созвездия не обозначена ни греческой, ни латинской буквой. Почему Байер проигнорировал звезду не известно.
Когда древние созвездия были дополнены новосозданными в XVIII и XIX вв., в некоторых случаях границы старых созвездий менялись и звёзды легко исключались из созвездий по решению тех или иных авторов. В 1756 году Лакайль ввёл новое созвездие — Телескоп. В него вошли звёзды как не входившие в древние созвездия, так и звёзды традиционных созвездий: например, Эта Стрельца стала бетой Телескопа, а безымянная звезда, которую мы сейчас называем G Скорпиона — гаммой Телескопа. Но границы новых созвездий в то время признавались не всеми астрономами и поэтому G Скорпиона была просто звездой без названия в Скорпионе. Наконец выдающийся астроном XIX века Б.Гулд назвал её G Скорпиона просто потому, что такая яркая звезда должна иметь хоть какое-нибудь имя. Почему «G» — ещё одна загадка, но, вероятно, в память о том, что она была гаммой Телескопа.

## Свойства
Расстояние до звезды определённо с очень большой точностью: оно равно 126±0,5 св.г. Зная расстояние и учитывая, что температура поверхности звезды равна 4540K, можно вычислить светимость G Скорпиона, которая в 104 раза больше солнечной. Так как значительная часть светимости приходится на инфракрасный диапазон, можно дать предварительную оценку размера звезды: её радиус в 16,6 раз больше солнечного. В 2004 году с помощью VLTI было проведено прямое измерение углового диаметра звезды, которое оказалось равным 3,94 ± 0,21 mas, что позволяет точно вычислить радиус G Скорпиона: он в 17,6 больше солнечного, что на несколько процентов больше теоретически вычисленного.
Массу одиночной гигантской звезды определить всегда сложно: в их ядрах гелий путём термоядерных реакций преобразуется в углерод и кислород, а светимость и температура не очень чувствительным к этому процессу, и подобные звёзды могут иметь очень большой диапазон масс. По приблизительным оценкам масса G Скорпиона примерно в два раза больше, солнечной. Тонкие вибрации звезды, наблюдаемые с помощью спутника WIRE позволяют более точно определить массу звезды, которая в настоящее время считается равной 1,44 солнечной, что, в свою очередь, позволяет узнать возраст звезды, который оценивается в три миллиарда лет или около того.

## Компаньоны
G Скорпиона имеет два компаньона 15-й величины, информация о которых приведена в WDS.
| Название | Год  | Позиционный угол | Угловое расстояние | Видимая звёздная величина | Код первооткрывателя |
| AB       | 1897 | 201°             | 26,4               | 14,9                      | SEE 340              |
| AC       | 1897 | 103°             | 41,7               | 14,7                      | SEE 340              |

Оба они почти наверняка не связаны со звездой гравитационно, а просто лежат на прямой видимости, что не удивительно, учитывая плотность фоновых звёзд Млечного Пути.

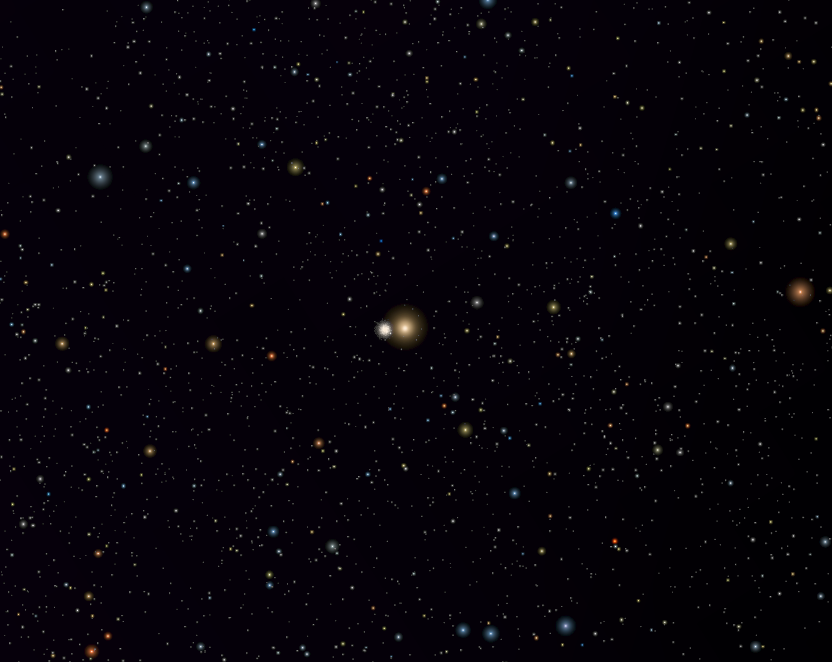
G Скорпиона — оранжевый гигант в центре изображения (расстояние — 126 св. л.). Слева — шаровое скопление NGC 6441 (расстояние — 38 100 св. л.). У правого края изображения — яркая звезда — λ Скорпион (Шаула)

Также рядом со звездой находится шаровое скопление NGC 6441. Соседи они, конечно, только визуальные: NGC 6441 находится на расстоянии в 300 раз большем, чем G Скорпиона. В 2,5 градусах к северу от звезды находится красивое и видимое невооруженным глазом рассеянное скопление M 7, которое расположено на расстоянии в 8 раз большем, чем G Скорпиона.